# أسير غوميز ألفاريز
أسير غوميز ألفاريز (بالإسبانية: Asier Gomes Álvarez)‏ هو لاعب كرة قدم إسباني، ولد في 1998 في أوفييدو في إسبانيا. لعب مع ريال أوفييدو.

## وصلات خارجية
- أسير غوميز ألفاريز على موقع قاعدة بيانات كرة القدم.إي يو (الإنجليزية)
- أسير غوميز ألفاريز على موقع Soccerway.com (الإنجليزية)